# William Montagu, VII duca di Manchester
William Montagu, VII duca di Manchester (Kimbolton Castle, 15 ottobre 1823 – Napoli, 22 marzo 1890), è stato un politico inglese.

## Biografia
Egli era il figlio maggiore di George Montagu, VI duca di Manchester, e di sua moglie, Lady Millicent Sparrow, figlia del generale Robert Sparrow.

## Carriera
Fu un deputato per Bewdley (1848-1852) e Huntingdonshire (1852-1855). Nel 1877 è stato creato Cavaliere di San Patrizio. Si unì alla Canterbury Association il 27 maggio 1848. Era la speranza insoddisfatta di Edward Gibbon Wakefield che Lord Mandeville sarebbe emigrato in Nuova Zelanda e sarebbe diventato il leader aristocratico della colonia. Tuttavia Lord Mandeville e sua nonna, Lady Olivia Bernard-Sparrow, acquistarono 500 acri (200 ettari) di terreno tra loro a Riccarton. Mandeville North vicino a Kaiapoi prende il nome da Lord Mandeville.
Succedette al ducato alla morte di suo padre nel 1855.

## Matrimonio
Ebbe un figlio illegittimo da Sarah Maria Morris.  Quando Sarah era incinta di otto mesi, la famiglia Montagu la fece sposare con Samuel Palmer il 4 marzo 1850. Quando il bambino nacque il 10 maggio 1850, fu chiamato William Edward Palmer. William Edward Palmer sposò Emma Prentice il 24 dicembre 1873 ad Harrold, nel Bedfordshire.
Sposò, il 22 luglio 1852 ad Hannover, la contessa Luise Friederike Auguste von Alten (15 giugno 1832-15 luglio 1911), figlia di Karl Franz Viktor, Graf von Alten e della moglie Hermine de Schminke. Ebbero cinque figli:
- George Montagu, VIII duca di Manchester (17 giugno 1853-18 agosto 1892)[2];
- Lady Mary Louisa Elizabeth Montagu (27 dicembre 1854-10 febbraio 1934)[2], sposò in prime nozze William Douglas-Hamilton, XII duca di Hamilton, ebbero una figlia, e in seconde nozze Robert Forster, non ebbero figli;
- Lady Louisa Beatrice Augusta Montagu (17 gennaio 1856-3 marzo 1944)[2], sposò Archibald Acheson, IV conte di Gosford, ebbero cinque figli;
- Lord Charles William Augustus Montagu (23 novembre 1860-10 novembre 1939)[2], sposò Mildred Cecilia Harriet Sturt, non ebbero figli;
- Lady Alice Maude Olivia Montagu (15 agosto 1862-23 luglio 1957)[2], sposò Edward Stanley, XVII conte di Derby, ebbero tre figli.

## Morte
Morì il 22 marzo 1890 al Royal Hotel di Napoli.

## Ascendenza
|                                            |                    |                                         | Genitori                                       |  |  | Nonni |  |  | Bisnonni                                 |  |  | Trisnonni                                  |  |
|                                            |                    |                                         |                                                |  |  |       |  |  | 8. George Montagu, IV duca di Manchester |  |  | 16. Robert Montagu, III duca di Manchester |  |
|                                            |                    |                                         |                                                |  |  |       |  |  | 8. George Montagu, IV duca di Manchester |  |  | 16. Robert Montagu, III duca di Manchester |  |
|                                            |                    | 17. Harriet Dunch                       |                                                |  |  |       |  |  | 8. George Montagu, IV duca di Manchester |  |  |                                            |  |
| 4. William Montagu, V duca di Manchester   |                    |                                         |                                                |  |  |       |  |  | 8. George Montagu, IV duca di Manchester |  |  |                                            |  |
|                                            |                    | 9. Elizabeth Dashwood                   | 18. James Dashwood, II baronetto               |  |  |       |  |  |                                          |  |  |                                            |  |
|                                            |                    | 9. Elizabeth Dashwood                   | 18. James Dashwood, II baronetto               |  |  |       |  |  |                                          |  |  |                                            |  |
|                                            |                    | 9. Elizabeth Dashwood                   | 19. Elizabeth Spencer                          |  |  |       |  |  |                                          |  |  |                                            |  |
| 2. George Montagu, VI duca di Manchester   |                    | 9. Elizabeth Dashwood                   |                                                |  |  |       |  |  |                                          |  |  |                                            |  |
|                                            |                    | 10. Alexander Gordon, IV duca di Gordon | 20. Cosmo Gordon, III duca di Gordon           |  |  |       |  |  |                                          |  |  |                                            |  |
|                                            |                    | 10. Alexander Gordon, IV duca di Gordon | 20. Cosmo Gordon, III duca di Gordon           |  |  |       |  |  |                                          |  |  |                                            |  |
|                                            |                    | 10. Alexander Gordon, IV duca di Gordon | 21. Catherine Gordon                           |  |  |       |  |  |                                          |  |  |                                            |  |
| 5. Susan Gordon                            |                    | 10. Alexander Gordon, IV duca di Gordon |                                                |  |  |       |  |  |                                          |  |  |                                            |  |
|                                            |                    | 11. Jane Maxwell                        | 22. William Maxwell, III baronetto di Monreith |  |  |       |  |  |                                          |  |  |                                            |  |
|                                            |                    | 11. Jane Maxwell                        | 22. William Maxwell, III baronetto di Monreith |  |  |       |  |  |                                          |  |  |                                            |  |
|                                            |                    | 11. Jane Maxwell                        | 23. Magdalena Blair                            |  |  |       |  |  |                                          |  |  |                                            |  |
| 1. William Montagu, VII duca di Manchester |                    | 11. Jane Maxwell                        |                                                |  |  |       |  |  |                                          |  |  |                                            |  |
|                                            | 12. Robert Sparrow | 24. Robert Sparrow                      |                                                |  |  |       |  |  |                                          |  |  |                                            |  |
|                                            | 12. Robert Sparrow | 24. Robert Sparrow                      |                                                |  |  |       |  |  |                                          |  |  |                                            |  |
|                                            | 12. Robert Sparrow | 25. Anne Bence                          |                                                |  |  |       |  |  |                                          |  |  |                                            |  |
| 6. Robert Bernard Sparrow                  | 12. Robert Sparrow |                                         |                                                |  |  |       |  |  |                                          |  |  |                                            |  |
|                                            |                    | 13. Mary Bernard                        | 26. John Bernard, IV baronetto                 |  |  |       |  |  |                                          |  |  |                                            |  |
|                                            |                    | 13. Mary Bernard                        | 26. John Bernard, IV baronetto                 |  |  |       |  |  |                                          |  |  |                                            |  |
|                                            |                    | 13. Mary Bernard                        | 27. Mary St. John                              |  |  |       |  |  |                                          |  |  |                                            |  |
| 3. Millicent Sparrow                       |                    | 13. Mary Bernard                        |                                                |  |  |       |  |  |                                          |  |  |                                            |  |
|                                            |                    | 14. Arthur Acheson, I conte di Gosford  | 28. Archibald Acheson, I visconte Gosford      |  |  |       |  |  |                                          |  |  |                                            |  |
|                                            |                    | 14. Arthur Acheson, I conte di Gosford  | 28. Archibald Acheson, I visconte Gosford      |  |  |       |  |  |                                          |  |  |                                            |  |
|                                            |                    | 14. Arthur Acheson, I conte di Gosford  | 29. Mary Richardson                            |  |  |       |  |  |                                          |  |  |                                            |  |
| 7. Olivia French Acheson                   |                    | 14. Arthur Acheson, I conte di Gosford  |                                                |  |  |       |  |  |                                          |  |  |                                            |  |
|                                            |                    | 15. Millicent Pole                      | 30. Edward Pole                                |  |  |       |  |  |                                          |  |  |                                            |  |
|                                            |                    | 15. Millicent Pole                      | 30. Edward Pole                                |  |  |       |  |  |                                          |  |  |                                            |  |
|                                            |                    | 15. Millicent Pole                      | 31. Olivia Walsh                               |  |  |       |  |  |                                          |  |  |                                            |  |
|                                            |                    | 15. Millicent Pole                      |                                                |  |  |       |  |  |                                          |  |  |                                            |  |